# Jean Herly
Jean Herly, né le 15 septembre 1920 à Grosbliederstroff et mort le 17 novembre 1998 à Bonn, est un diplomate français.
Premier Consul général de France à l'indépendance de l'Algérie, un de ses dossiers est le massacre d'Oran.
Il est ambassadeur de France en République centrafricaine (1966-1969), en Israël (1973-1977) et au Maroc (1978-1980), ainsi que ministre d’État de Monaco de 1981 à 1985.